# الشاطى (قفل شمر)

تعديل مصدري - تعديل

الشاطى هي إحدى قرى عزلة الدانعي بمديرية قفل شمر التابعة لمحافظة حجة، بلغ تعداد سكانها 148 نسمة حسب تعداد اليمن لعام 2004.